# John Geanakoplos
John Geanakoplos (* 18. März 1955 in Urbana, Illinois) ist ein Ökonom an der Yale University und der dortigen Cowles Foundation for Research in Economics. Er ist vor allem für seine Arbeiten zu Mechanismen bekannt, die Wirtschaftskrisen zugrunde liegen, insbesondere zum Leverage cycle (etwa „Hebel-Zyklus“), der die Beziehungen zwischen Hebeleffekt, Kredit und Kreditsicherung beschreibt. Frühere Arbeiten befassen sich mit den Besonderheiten unvollständiger Kapitalmärkte (vgl. vollständiger Kapitalmarkt) und mit Spieltheorie. Geanakoplos wird als ein Kandidat für den Wirtschaftsnobelpreis gehandelt.
Geanakoplos ist der Sohn des griechisch-amerikanischen Byzantinisten Deno John Geanakoplos (1916–2007). 1970 gewann er als 15-Jähriger das Juniorenturnier der United States Open Chess Championship.
John Geanakoplos erwarb 1975 an der Yale University einen Bachelor in Mathematik und 1980 an der Harvard University sowohl einen Master in Mathematik als auch mit der Arbeit Four Essays on the Model of Arrow and Debreu bei dem Wirtschafts-Nobelpreis-Träger Kenneth Arrow und bei Jerry R. Green einen Ph.D. in Wirtschaftswissenschaften. Noch im selben Jahr erhielt Geanakoplos eine erste Professur (Assistant Professor) für Wirtschaftswissenschaften an der Yale University. 1983 wurde er Associate Professor, 1986 erhielt er eine ordentliche Professur. Seit 1994 ist er dort Inhaber der James-Tobin-Professur für Wirtschaftswissenschaften.
Geanakoplos war von 1996 bis 2005 Direktor der Cowles Foundation, einem wirtschaftswissenschaftlichen Forschungsinstitut an der Yale University. Seit 1990 hat er auch verschiedene Funktionen am Santa Fe Institute inne, unter anderem hat er dort seit 1991 eine Gastprofessur und war von 2009 bis 2015 Direktor des Lenkungsausschusses. Außerdem war er 2002 Mitbegründer der Hellenic Studies (etwa: „Griechenland-Studien“; Sprache, Kultur und Geschichte des nachklassischen Griechenlands) an der Yale University und ist bis heute (Stand 2018) Co-Direktor dieses Fachbereiches.
1982 wurde Geanakoplos Forschungsstipendiat der Alfred P. Sloan Foundation (Sloan Research Fellow). 1999 wurde er in die American Academy of Arts and Sciences gewählt. Er hält Ehrendoktorwürden folgender Universitäten: Nationale und Kapodistrias-Universität Athen (2011), Clark University (2016), Quinnipiac University (2017).

## Schriften
- On a fundamental conflict between equity and efficiency, 1988